# Mário Leite
Mário Oliveira Gomes Leite (Ovar, 11 de Novembro de 1963) é um treinador de basquetebol português e ex-glória dos anos 80 do basquetebol português. Posteriormente, tornou-se treinador da equipa principal da Ovarense e técnico de Desporto na Câmara Municipal de Ovar.

## Biografia

### Jogador
Nasceu e cresceu em Ovar, criado pela sua mãe e pai até aos 12 anos, altura em que seu pai falece devido a um cancro nos pulmões. Assim a partir daí foi criado por sua mãe e pelo seu irmão mais velho, Flórido.
Até aos 13 anos, Mário Leite começou no ramo do desporto. Começou por jogar a guarda-redes de Hóquei em Patins pela Ovarense. Mais tarde aos 14 anos, desiste do Hóquei em patins e começa a praticar basquetebol.
Durante o seu percurso, como jogador da formação subiu logo a juvenil onde foi treinado por Tam Ling. Mas o primeiro momento alto da sua carreira aconteceu em 1981, com apenas 17 anos com idade de junior, foi chamado pelo técnico Fransisco Costa para pertencer à equipa sénior da Ovarense, estreando-se pela primeira vez nesse mesmo ano frente ao Atlético.
Passado um ano, em 1982, Mário Leite é chamado pela selecção de juniores para representar Portugal no Europeu que se realizava em Malta. Também foi aqui que Mário Leite começou a ganhar protagonismo como jogador da Ovarense tornando-se mesmo capitão.
Até 1988, Mário Leite foi evoluindo como jogador e a Ovarense também ia evoluindo de ano para ano. Nesse ano, aconteceu o maior feito alguma vez alcançado pela Ovarense e o mais marcante da carreira de Mário Leite: Vencedores do Campeonato Nacional, título que conduziu a Ovarense ao titulo coadjuvado pelos americanos Mário Ellie (ex-estrela da NBA) e DJ (grande promissor jogador americano).
Também nesse verão de 1988, Mário Leite é alvo de uma grande disputa para garantir o jogador entre Benfica e Ovarense, mas Mário Leite foi fiel ao clube da sua terra e optou pela Ovarense.
Em 1989, a Ovarense conquistou pela primeira vez a Taça de Portugal e a Supertaça e participou pela primeira vez na Liga dos Campeões.
Passado um ano Mário Leite vence pela segunda vez consecutiva a Taça de Portugal, ao serviço da Ovarense.
Em 1991, nova Supertaça e continuação de idas à selecção Portuguesa. Passado um ano a história repetiu-se.
Em 1993, Mário Leite sofre uma segunda perda enorme na sua vida: seu irmão Flórido faleceu na sequência de uma doença rara.

### Treinador
Em 1996, Mário Leite põe um ponto final na sua carreira como jogador tendo sido feita uma homenagem em que a Ovarense recebeu a Selecção Nacional, onde Mário Leite alinhou pelas duas formações.
Em 1999/2000, Mário Leite torna-se treinador principal do BCO e treinador adjunto da Ovarense. Até 2007/2008 Mário Leite ao serviço do BCO e da Ovarense (treinador-adjunto), venceu os seguintes títulos: 2ª Divisão Nacional B, Supertaça, Taça da Liga, 2ª Divisão, CNB1, Torneio dos Campeões, Torneio do Norte e Campeonato Nacional.
Em 2008/2009, Mário Leite finalmente assume o papel de treinador principal da Ovarense tendo já conquistado todos os títulos até agora disputados na presente época: Torneio António Pratas, Supertaça e Taça de Portugal, faltando se Mário Leite irá adicionar o Campeonato Nacional a esta fantástica época desportiva